# 吃播
吃播（韓語：먹방，韓語：[mʌk̚.p͈aŋ] ⓘ）是一种在线直播模式，播主在与观众互动的同时吃掉大量食物。吃播在2010年开始流行于韩国，一般通过网络广播（例如AfreecaTV、YouTube、Twitch等流媒体平台）播出。播主在镜头前吃各种各样的食物以满足互联网观众的需求，而观众付费与否取决观看平台。由于吃播在实时性和交互性的吸引力，它逐步扩大了在互联网直播平台上的影响力，并形成了虚拟社区来作为活跃用户网上交流的平台。

## 词源
“吃播”是一个韩语混成詞，结合了“吃”（韩语： meongneun）与“播”（韩语：／ bangsong）两词。

## 发展
韩国饮食文化建立在传统的健康讨论和严格的礼仪基础上。然而，最近韩国主流饮食文化的出现和偏离传统身份的互联网饮食文化（吃播）引起了人们的关注。吃播的互联网文化始于2009年的AfreecaTV，随后向有线电视及无线电视延申。近期美食节目的另一个特点是关注制作者的吸引力，这种类型的吃播被称为“厨播”（做饭与吃饭）。由于美食节目的制作成本低于综艺节目，因此它们渐渐受到广播公司的青睐。
在每次直播中，播主通常会通过在线聊天室与观众互动。随着这些美食节目的日益普及，播主已经找到了从网络节目中获利的方式。许多播主通过接受捐赠或与广告网络商合作的方式来为吃播创造收入。最近，许多美食节目通过与ASMR的结合扩展了受众。随着这种类型的直播通过YouTube等平台的传播，韩国美食节目“吃播”迅速在全世界流行开来，其他国家的网络主播也开始制作自己的吃播。游戏流媒体服务Twitch.tv于2016年7月开始试用专门的“社交饮食”（Social Eating）类别来突出这种美食表演风格。
随着吃播的快速流行，涌现出了Banzz、MBRO、Shugi、DKD及木下佑香以及千千等名人。

## 流行原因
吃播如此受欢迎的原因是食物可以刺激人类的本能。朝鮮大學的博士研究生金海珍（Kim-Hae Jin，音译）认为对食物的渴望可以让人获得代理满足感。主播有时声称是观众的“化身”，并且会完全遵循人们要求他们做的事情。英国杂志《经济学人》报道称，韩国美食节目很受欢迎，原因是长期的经济衰退导致韩国人普遍感到焦虑与不满。当人们有了过大的压力时，为了宣泄消极情绪，有些人会选择情绪性进食，但也有些人善于自我控制，这样的人可能会选择看别人吃东西。在此过程中，他们受到美食的刺激，同样可以形成愉悦感，让人暂时忘却个人的孤独与失落。
文化评论人杰夫·杨（Jeff Yang）认为，有魅力的女性吃播播主非常受欢迎，主要是因为韩国文化要求年轻女性彬彬有礼、行为克制，而观众看见年轻女性在“吃播”时突破这些限制，会有一种刺激和兴奋感。

## 批评
2018年7月，韩国政府宣布将推出“国家肥胖管理综合对策”，制定和规范“吃播”的指导方针，因为“吃播”可能导致暴饮暴食并损害公众健康。保健福祉部出台公共健康指南后遭到民众抗议，青瓦台的民意请愿也随之增长。大约有40份反对吃播规定的请愿书，内容有“吃播和暴饮暴食之间没有相关性”和“政府侵犯个人自由”等。在“吃播”已经成为席卷国外的“韩流”的当下，有人批评政府这样做是在阻止输出途径。
《中国新闻出版广电报》的朱大力也批评了吃播行业“大胃王”“无所不吃”等以量取胜、以奇出名的博眼球直播方式。
2020年8月，中共中央总书记习近平发出要求制止餐饮浪费行为的指示后，中国多家官媒开始发文宣传，其中中国中央电视台更特别点出了近年来流行中国网络的吃播视频，批评其“严重浪费”、“刻意铺张暴食”，“与节约粮食的精神背道而驰”。
“制止餐饮浪费”相关评论发出后，吃播视频较为集中的短视频平台迅速跟进，封禁相关视频和直播帐号，如在平台屏蔽吃播、大胃王等相关关键词的搜索结果。在哔哩哔哩搜索的关键词包含“吃播”“大胃王”的内容，则会出现“珍惜粮食，合理饮食”的置顶温馨提示（后被移除），且搜索结果只会出现官方账号发布的节约粮食有关的新闻视频，而其他吃播视频相关的搜索结果则不予显示。部分网民对视频网站强制屏蔽吃播相关搜索的措施表示不满。